# Harry W. Musselwhite
Harry Webster Musselwhite (* 23. Mai 1868 bei Coldwater, Michigan; † 14. Dezember 1955 in San Lorenzo, Kalifornien) war ein US-amerikanischer Politiker. Zwischen 1933 und 1935 vertrat er den Bundesstaat Michigan im US-Repräsentantenhaus.

## Werdegang
Harry Musselwhite besuchte die öffentlichen Schulen seiner Heimat einschließlich der High School in Coldwater. Anschließend absolvierte er dort eine Lehre im Druckereigewerbe. Von 1886 bis 1888 arbeitete er in dieser Stadt als Drucker. Im Jahr 1888 zog er nach Detroit, wo er bis 1905 als Zeitungsreporter arbeitete. Zwischen 1905 und 1914 schrieb er für den Lokal- und Sportteil des „Grand Rapids Herald“ in Grand Rapids. Nach einem Umzug nach Manistee war er von 1915 bis 1928 Eigentümer und Herausgeber der Zeitung „Manistee Daily News-Advocate“. In den Jahren 1920 und 1930 leitete Musselwhite die Zensusbehörde im neunten bzw. im vierten Zensusbezirk des Staates Michigan. Von 1927 bis 1932 fungierte er als stellvertretender Vorsitzender der Krankenhauskommission seines Staates.
Politisch war Musselwhite Mitglied der Demokratischen Partei. Bei den Kongresswahlen des Jahres 1932 wurde er im neunten Wahlbezirk von Michigan in das US-Repräsentantenhaus in Washington, D.C. gewählt, wo er am 4. März 1933 die Nachfolge des zwischenzeitlich verstorbenen Republikaners James C. McLaughlin antrat. Dieser Wahlsieg lag im damaligen Bundestrend zu Gunsten der Demokratischen Partei. Da er im Jahr 1934 gegen Albert J. Engel verlor, konnte er bis zum 3. Januar 1935 nur eine Legislaturperiode im Kongress absolvieren. In dieser Zeit trat der 20. Verfassungszusatz in Kraft, der noch in der vorhergehenden Legislaturperiode beschlossen wurde. Durch dieses Gesetz wurde unter anderem der Beginn der Legislaturperioden des Kongresses auf den 3. Januar vorverlegt. Während Musselwhites Zeit als Kongressabgeordneter wurde dort der 21. Verfassungszusatz verabschiedet, der den 18. Zusatzartikel aus dem Jahr 1919 aufhob. Dabei ging es um das Prohibitionsgesetz. Damals wurden auch die ersten New-Deal-Gesetze der Bundesregierung unter Präsident Franklin D. Roosevelt im Kongress beraten und verabschiedet.
Nach seinem Ausscheiden aus dem US-Repräsentantenhaus setzte Harry Musselwhite bis zu seinem Ruhestand seine journalistische Tätigkeit fort. Er starb am 14. Dezember 1955 in San Lorenzo.